# Electric Light Orchestra
Electric Light Orchestra (ELO) je angleška rock skupina, ki so jo leta 1970 v Birminghamu ustanovili multiinstrumentalista Jeff Lynne in Roy Wood ter bobnar Bev Bevan. Glasba skupine je nekakšna zmes beatlovskega popa, klasičnih aranžmajev in futuristične ikonografije. Po Woodovem odhodu leta 1972 je vodja skupine postal Lynne, ki je aranžiral in produciral vse albume, poleg tega pa je napisal tudi praktično vse skladbe skupine.
Skupina je bila ustanovljena, da bi uresničila Lynnovo in Woodovo željo po ustvarjanju modernih rock in pop skladb s prizvoki klasike, izhajajoč iz Woodove prejšnje skupine The Move, kjer sta igrala tudi Lynne in Bevan. ELO so bili najbolj aktivni v 1970. in 1980. letih, v katerih so posneli 11 studijskih albumov, med njimi tudi dva konceptualna albuma, Eldorado (1974) in Time (1981). Lynne, Bevan in klaviaturist Richard Tandy so bili v tem obdobju edini stalni člani skupine. Leta 1986 je Lynne izgubil interes in skupina je prenehala delovati. Bevan je takrat ustanovil lastno skupino ELO Part II, ki je kasneje postala The Orchestra. Z izjemo kratke obuditve leta 2000, so ELO naslednja tri desetletja ostali neaktivni, leta 2014 sta Lynne in Tandy obudila skupino kot Jeff Lynne's ELO, ki nadaljuje s koncertiranjem in snemanji.
V 13-letnem obdobju aktivnega snemanja in koncertiranja je skupina prodala več kot 50 milijonov plošč in zbrala 19 nagrad CRIA, 21 nagrad RIAA ter 38 nagrad BPI. Kljub uspehu prvih singlov v Združenem kraljestvu, je bila skupina sprva uspešnejša v ZDA, kjer je bila znana kot »the English guys with the big fiddles« (angleški fantje z velikimi violinami). Med letoma 1972 in 1986 so ELO izdali dvajset Top 20 singlov na Britanski lestvici singlov in petnajst Top 20 singlov na ameriški lestvici Billboard Hot 100. Skupina prav tako drži rekord za največ – dvajset Top 40 hitov na lestvici Billboard Hot 100, brez enega prvouvrščenega singla. Aprila 2017 je bila skupina uvrščena v Hram slavnih rokenrola.

## Ime
Ime skupine je besedna igra, ki ne namiguje le na električno luč (žarnico lahko vidimo na naslovnicah zgodnjih albumov skupine), ampak tudi na »električne« rock instrumente kombinirane z »lahkim orkestrom« (orkestri z nekaj godali, ki so bili v 1960. letih popularni v Združenem kraljestvu).

## Zgodovina

### 1970–1973: Ustanovitev in prvi albumi
Konec 1960. let je Roy Wood, kitarist, vokalist in tekstopisec skupine The Move, želel ustanoviti novo skupino, ki bi uporabljala violine, čele, kontrabase, trobila in pihala, ki bi dali glasbi klasični zvok ter rock glasbo usmerila v smer, »kjer so Beatlesi prenehali«. Jeff Lynne, frontman skupine The Idle Race, je bil nad konceptom navdušen. Januarja 1970 je Lynne, ko je Carl Wayne zapustil skupino The Move, sprejel Woodovo drugo vabilo v skupino pod pogojem, da usmeri svojo energijo v nov projekt. Ko je Wood 12. julija 1970 Lynnovi skladbi, ki naj bi postala B-stran singla skupine The Move, dodal nekaj godal, se je nov koncept uresničil in »10538 Overture« je postala prva skladba skupine Electric Light Orchestra. Za pomoč pri financiranju nove skupine je bil med dolgimi snemanji ELO posnet še en album skupine Move, Message from the Country. Debitantski album ELO, The Electric Light Orchestra, je izšel leta 1971. V ZDA je izšel leto kasneje pod naslovom No Answer. Takšen naslov je dobil, ko je tajnik založbe poskušal priklicati britansko založbo in dobiti naslov albuma. Ker ni mogel priti v stik znjimi, je zapisal sporočilo »No Answer« (brez odgovora). »10538 Overture« je v Združenem kraljestvu postal Top 10 hit.
Debitantski koncert skupine se je odvil 16. aprila 1972 v Greyhound Pubu v Croydonu, Surrey v zasedbi Wood, Lynne, Bevan, Bill Hunt (klaviature), Andy Craig (čelo), Mike Edwards (čelo), Wilfred Gibson (violina), Hugh McDowell (čelo) in Richard Tandy (bas). Ta zasedba ni trajala dolgo. Najprej je odšel Craig, nato Wood, ki je skupino zapustil med snemanjem drugega albuma. Z njim sta odšla tudi Hunt in McDowell, ki sta skupaj z Woodom ustanovila skupino Wizzard. Oba sta kot razlog za odhod navedla težave z menedžerjem, Donom Ardnom in nezadovoljivo turnejo po Italiji, kjer se, zaradi prevelike jakosti zvoka električnih instrumentov, godal ni slišalo. Kljub medijskim ugibanjem, da bo skupina brez Wooda razpadla, ki je bil gonilna sila ustanovitve skupine, je Lynne prevzel vodstvo. Od stare zasedbe so ostali Bevan, Edwards, Gibson in Tandy, ki je medtem bas zamenjal s klaviaturami, prišla pa sta nova člana Mike de Albuquerque in Colin Walker, ki sta v skupini igrala bas in čelo.
Nova zasedba je igrala leta 1972 na Reading Festivalu. Odjemniki zvoka Barcus Berry, ki jih je uporabljal godalni trio skupine, so godalom dali primerno ozvočenje na odru. Pred tem se je slišalo le električne instrumente. Leta 1973 je skupina izdala drugi album, ELO 2, na katerem je izšel drugi britanski Top 10 singl in prvi singl skupine, ki se je uvrstil na ameriško lestvico, priredba Chuck Berryjeve klasike »Roll Over Beethoven«. ELO so se prav tako prvič pojavili v oddaji American Bandstand. Med snemanjem tretjega albuma je zaradi nesoglasij glede denarja skupino zapustil Gibson, v skupino je prišel violinist Mik Kaminski, skupino pa je prav tako zapustil Walker, ker ga je koncertiranje preveč oddaljilo od družine. Tretji album, On the Third Day, je izšel konec leta 1973, na ameriški izdaji pa je izšel popularni singl »Showdown«.

### 1974–1982: Uspeh in konceptualni albumi
Za četrti album skupine, Eldorado, konceptualni album o sanjaču, je Lynne namesto večkratnega snemanja godal najel orkester in zbor. Skupina je najela Louisa Clarka kot godalnega aranžerja. Prvi singl z albuma, »Can't Get It Out of My Head«, je postal prvi ameriški top 10 hit skupine, album pa je kot prvi album skupine prejel zlato certifikacijo. Med snemanjem je ELO zapustil Mike de Albuquerque, ker je želel preživeti več časa z družino, zato je snemanje basa prevzel Lynne. Po izdaji albuma Eldorado je bil v skupino povabljen basist Kelly Groucutt, v začetku leta 1975 pa je Edwardsa na čelu zamenjal Melvyn Gale. Zasedba se je uravnala in skupina je prevzela čedalje bolj dostopen zvok. V tem času so ELO zasloveli v ZDA in so zato gostovali na stadionih in arenah, prav tako pa so se redno pojavljali v oddaji The Midnight Special, kjer so nastopili kar štirikrat (1973, 1975, 1976 & 1977) in postali skupina z največ nastopi v tej oddaji. Naslednji album, Face the Music, je izšel leta 1975, z njega pa sta izšla hit singla »Evil Woman«, ki je postal tretji singl skupine z uvrstitvijo med VB top 10, in »Strange Magic«. Uvodna instrumentalna skladba, »Fire on High«, z zmesjo godal in akustičnih kitar, je postala tematska skladba v montažah CBS Sports Spectacular. Skupina je nato odšla na turnejo, ki je trajala od 3. februarja do 13. aprila 1976. V 76 dneh je v ZDA izvedla 68 koncertov.
Šesti album skupine, A New World Record, je postal prvi album skupine, ki se je uvrstil med deseterico najuspešnejših v Združenem kraljestvu. Izšel je leta 1976 in dosegel platinasti certifikat. Z albuma so izšli hit singli »Livin' Thing«, »Telephone Line«, »Rockaria!« in »Do Ya«, priredba skladbe skupine The Move. Promocijska turneja albuma je trajala od septembra 1976 do aprila 1977 s premorom v decembru. 31. januarja 1977 se je skupina pojavila na podelitvi nagrad American Music Awards, avgusta 1977 pa je ELO odigrala še en koncert v San Diegu. Casey Kasem je dejal, da so Electric Light Orchestra »prva koncertna rock 'n' roll komorna skupina na svetu«. Albumu A New World Record je sledil večkrat platinasti dvojni album Out of the Blue, ki je izšel leta 1977. Z njega so izšli singli »Turn to Stone«, »Sweet Talkin' Woman«, »Mr. Blue Sky« in »Wild West Hero«, vsi so v Združenem kraljestvu postali hiti. Skupina je zatem odšla na devetmesečno, 92-dnevno svetovno turnejo z ogromnim setom in zelo dragim odrom v obliki vesoljske ladje s stroji za meglo in laserskim zaslonom. V ZDA so bili koncerti napovedani kot The Big Night in so bili do takrat največji koncerti skupine. Na Cleveland Stadiumu se je zbralo 62.000 gledalcev. Turneja The Big Night je postala najdobičkonejša turneja svojega časa. Skupina je takrat postavila še en rekord: razprodala je osem zaporednih koncertov v Wembley Areni.
Leta 1979 je izšel večkrat platinasti album Discovery, ki je dosegel vrh britanske lestvice albumov. Čeprav album vsebuje enega največjih hitov skupine, »Don't Bring Me Down«, je zaznamovan z močnimi vplivi disco glasbe. Z njega je izšel tudi hit singl »Shine a Little Love«, edini singl skupine, ki se je uvrstil na vrh lestvice Radio & Records Charts, poleg njega pa še »Last Train to London«, »Confusion« in »The Diary of Horace Wimp«. V Jugovzhodni Aziji je kot singl izšla tudi skladba »Midnight Blue«. Skupina je za vse skladbe z albuma posnela promocijske videospote.
Do konca 1979 so ELO dosegli vrhunec slave, prodali so milijone albumov in singlov ter bili navdih za skladbo »The Story of a Rock and Roll Band« Randyja Newmana, ki je izšla na njegovem albumu Born Again. Leta 1979 je Jeff Lynne zavrnil vabilo za nastop ELO na Knebworth Festivalu avgusta 1979, kar so izkoristili Led Zeppelini, ki so nastopili namesto ELO. Leto kasneje je bil Lynne naprošen za soundtrack filma Xanadu, katerega polovico je prispeval John Farrar, pesmi pa je izvedla tudi Olivia Newton-John, ki je sicer igrala glavno vlogo v filmu. Film ni bil uspešen, soundtrack pa se je bolje odrezal in prejel dvojni platinast certifikat. Z albuma so izšli hit singli, ki so jih izvedli Olivia Newton-John (»Magic«, ki je dosegel 1. mesto ameriške lestvice, in »Suddenly« v duetu s Cliffom Richardom) in ELO (»I'm Alive«, ki je postal zlat, »All Over the World« in »Don't Walk Away«). Naslovna skladba, ki jo je izvedla skupina ELO z Olivio Newton-John, je postala edina skladba ELO, ki je dosegla vrh britanske lestvice singlov. Več kot četrt stoletja kasneje, 10. julija 2007, je premiero doživel na filmu osnovani broadwayjski muzikal Xanadu, ki je prejel dobre kritike in štiri nominacije za Tony Award. Muzikal je bil v Londonu prvotno izveden oktobra 2015. Casey Kasem je ELO poimenoval za »sedemčlansko superskupino« in kot neverjetno navedel dejstvo, da je skupina šestkrat v enem letu (od avgusta 1979 do avgusta 1980) dosegla uvrstitev med top 40.
Leta 1981 se je zvok skupine zopet spremenil, tokrat z znanstvenofantastičnim konceptualnim albumom Time, s katerim se je skupina vrnila k progresivnemu rocku z albuma Eldorado. Namesto godal so dominantno vlogo prevzeli sintetizatorji, kot je bil v tistem času trend. Čeprav so na nekaterih skladbah albuma prisotna studijska godala, ki jim je dirigiral Rainer Pietsch, je končni izdelek zvenel bolj elektronsko, da bi orisal futuristično naravo albuma. Time je dva tedna držal vrh britanske lestvice albumov in je zadnji album skupine, ki je v Združenem kraljestvu prejel platinasti certifikat, do albuma Alone in the Universe iz 2015. Kot singli so z albuma izšle skladbe »Hold On Tight«, »Twilight«, »The Way Life's Meant to Be«, »Here Is the News« in »Ticket to the Moon«. Skupina je naposled odšla na zadnjo svetovno turnejo. Na turneji se je v EKI vrnil violinist Mik Kaminski, pridružila pa sta se jim še Louis Clark in Dave Morgan, ki sta igrala sintetizatorje.

### 1983–1986:Secret Messages,Balance of Powerin razpad
Jeff Lynne je želel po albumu Time posneti dvojni album, a je založba CBS Records preprečila njegov načrt, ker naj bi bila izdaja dvojnega albuma med naftno krizo predraga. Album je bil zato preoblikovan v enojni album in je leta 1983 izšel pod imenom Secret Messages, številni izrezki prvotno mišljenega dvojnega albuma pa so izšli kasneje na setu Afterglow ali kot b-strani singlov. V Združenem kraljestvu je album postal hit in je dosegel top 5, izdaja pa je bila pod vplivom slabih novic, da ne bo promocijske turneje, ker je bobnar Bevan bobnal pri skupini Black Sabbath, basist Groucutt pa je skupino zapustil med snemanjem albuma. Govorice o razpadu skupine je javno zavrnil Bevan. Čeprav je Secret Messages debitiral na 4. mestu britanske lestvice, je nato začel padati po lestvici, pri tem pa mu niso pomagali niti hit singli, čeprav je »Rock 'n' Roll Is King« postal hit tako v ZDA kot v Združenem kraljestvu. Leta 1983 je Bevan izrazil željo po pridružitvi skupini Black Sabbath, Lynne in Tandy pa sta pod Lynnovim imenom snemala skladbe za soundtrack za film Electric Dreams. Kljub temu je bil Lynne pogodbeno vezan za izdajo še enega albuma ELO. Lynne, Bevan in Tandy so se leta 1985 vrnili v studio in kot trio z gosti posneli album Balance of Power, ki je izšel v začetku leta 1986. Čeprav je singl »Calling America« dosegel top 30 v VB in top 20 v ZDA, se drugi singli niso uvrstili na lestvice. Albumu je manjkalo dejanskih godal, ki jih je s sintetizatorji nadomestil Tandy.
Skupini so se zatem znova pridružili Kaminski, Clark in Morgan in skupina je v tej zasedbi odigrala nekaj koncertov, vključno z vnovičnim gostovanjem na ameriških oddajah American Bandstand, Solid Gold, poleti pa so nastopili še v Disneylandu. 15. marca 1986 so ELO igrali na Birmingham Heart Beat Charity Concertu, ki ga je organiziral Bevan. Zadnji koncert ELO se je odvil 13. julija 1986 v Stuttgartu, kjer je skupina igrala kot predskupina Rodu Stewartu. ELO so razpadli po tem koncertu, kljub temu pa v naslednjih dveh letih ni bilo nobene javne vesti o tem. Lynne je v tem času produciral Harrisonov album Cloud Nine, kasneje pa je postal član superskupine Traveling Wilburys, ki so jo, poleg njega in Harrisona, sestavljali še Roy Orbison, Bob Dylan in Tom Petty.

#### ELO Part II
Bevan je s privolitvijo Lynna, ki je bil solastnik imena ELO, leta 1989 nadaljeval kot ELO Part II, kjer na začetku ni igral noben drug nekdanji član ELO. Skupina je leta 1990 izdala debitantski album Electric Light Orchestra Part II. Pred prvo turnejo leta 1991 so se skupini pridružili Mik Kaminski, Kelly Groucutt in Hugh McDowell, ki je po turneji zapustil skupino. Bevan, Groucutt, Kaminski in Clark so leta 1994 posneli drugi album, Moment of Truth, in koncertirali do leta 1999. Leta 1999 je Bevan zapustil zasedbo in leto kasneje prodal svoj delež imena ELO Jeffu Lynnu.

### 2000–2001: Reformacija
Lynnov povratek z ELO se je leta 2000 začel z izdajo retrospektivnega seta, Flashback, ki je vseboval tri zgoščenke remasteriziranih skladb ter številne izrezke in nedokončane skladbe. Leta 2001 je izšel Zoom, prvi album ELO po letu 1986. Čeprav je album izšel kot album ELO, je bil na njem poleg Lynna edini nekdanji član skupine Tandy, ki je sodeloval pri eni skladbi. Kot gosta sta na albumu sodelovala tudi nekdanja Beatla, Ringo Starr in George Harrison. Po izdaji albuma je Lynne v skupino pripeljal popolnoma nove člane, med njimi je bilo tudi njegovo takratno dekle, Rosie Vela, in javno naznanil, da bodo ELO znova koncertirali. Zasedbi se je kmalu zatem pridružil Richard Tandy, ki je s skupino igral na dveh živih televizijskih nastopih: na VH1 Storytellers in na PBS-ovem koncertu, ki je kasneje izšel na DVD plošči kot Zoom Tour Live. Načrtovana turneja je bila zaradi premajhnega števila prodanih vstopnic odpovedana.

### 2001–2013: ponovne izdaje
V naslednjih šestih letih so založbe Harvest in Epic/Legacy ponovno izdale katalog ELO. Poleg remasteriziranih skladb so izšle tudi še neizdane skladbe, izrezki ter nova dva singla: »Surrender«, ki je bil napisan leta 1976 in se je uvrstil na 81. mesto britanske lestvice, ter »Latitude 88 North«.
9. avgusta 2010 je založba Eagles Rock Entertainment izdala DVD kompilacijo Live – The Early Years, ki vsebuje Fusion – Live in London (1976) ter še neobjavljene žive posnetke koncertov Brunel University (1973) in Rockpalast (1974). Kompilacija The Essential Electric Light Orchestra je izšla z dvema različnima naslovnicama. V ZDA in Avstraliji je izšla ena, druga pa je izšla oktobra 2011 v Evropi in drugje.
Kompilacijski album Mr. Blue Sky: The Very Best of Electric Light Orchestra je izšel 8. oktobra 2012. Album vsebuje nove posnetke največjih uspehov ELO, ki jih je posnel Jeff Lynne, ter novo skladbo »Point of No Return«. Album je izšel istočasno kot Lynnov drugi solo album, Long Wave.
Oba albuma iz 2012 sta vsebovala promocijske karte, ki so naznanjale ponovno izdajo razširjenih in remasteriziranih albumov Zoom in Lynnovega debitantskega albuma Armchair Theatre, ki je prvotno izšel leta 1990. Oba albuma sta ponovno izšla aprila 2013. Izšel je tudi album v živo, Electric Light Orchestra Live, ki vsebuje skladbe s turneje Zoom. Vsi trije albumi vsebujejo tudi nove studijske skladbe.
12. novembra 2013 sta Lynne in Tandy ponovno nastopila kot Jeff Lynne and Friends. Izvedla sta skladbi »Livin' Thing« in »Mr. Blue Sky« na dobrodelnem koncertu Children in Need Rocks v Londonu. Spremljal ju je BBC Concert Orchestra, s Chereene Allen na solo violini.

### 2014–danes: Jeff Lynne's ELO
Uspehu koncerta Children in Need je sledila podpora radijskega voditelja BBC Radio 2, Chrisa Evansa, ki je poslušalce vprašal, če si želijo koncert ELO. V 15 minutah je bilo prodanih 50.000 vstopnic za koncert »Festival in a Day«, ki je potekal 14. septembra 2014 v Hyde Parku. Lynne in Tandy sta nastopila pod imenom »Jeff Lynne's ELO«, spremljala pa ju je zasedba Take That/Gary Barlow pod vodstvom Mika Stevensa ter BBC Concert Orchestra. Vzdevka »Jeff Lynne's ELO« se je domislil Lynne kot odgovor na spominske in posnemajoče skupine (ELO Part II, The Orchestra, OrKestra in The Music of ELO), ki uporabljajo ime ELO za promocijo lastnih turnej. Chereene Allen je sodelovala na solo violini. Zaradi razvoja sodobne digitalne obdelave je bil konec boljši, zato je Lynne ponovno razmišljal o prednostih studijskega dela in namignil o možni britanski turneji leta 2015.
8. februarja 2015 je skupina prvič igrala na podelitvi grammyjev. Z Edom Sheeranom, ki je skupino predstavil kot »Mož in skupina, ki ju obožujem«, so zaigrali venček skladb »Evil Woman« in »Mr. Blue Sky«.
10. septembra je v javnost prišla novica, da bo izšel nov album ELO. Album je izšel 13. novembra 2015 pod imenom Jeff Lynne's ELO pri založbi Columbia Records, z naslovom Alone in the Universe. To je bil prvi album ELO z novimi skladbami po skoraj 15 letih in je prejel platinast certifikat. Istega dne je bil možen spletni prenos prve skladbe in singla »When I Was a Boy«, za katerega je bil posnet tudi videospot. Izdaji albuma je sledila kratka promocijska turneja, na kateri so ELO izvedli koncert za BBC Radio 2 ter po 30 letih odigrali dva koncerta v ZDA, vstopnice katerih so se prodale zelo hitro. Skupina je gostovala tudi v oddajah The Tonight Show Starring Jimmy Fallon, Jimmy Kimmel Live in CBS This Morning. Na 19-dnevni evropski turneji, ki je bila napovedana za 2016, se je Lynnu pridružil fotograf skupine Traveling Wilburys, Nick J. 26. junija 2016 je skupina igrala na Pyramid Stagu na Glastonbury Festivalu. Med lokacijami turneje leta 2017 sta tudi Wembley in Sheffield Arena.
Leta 2017 je skupina odšla na turnejo "Alone in the Universe tour". 7. aprila 2017 je bila skupina sprejeta v Hram slavnih rokenrola.
Leta 2018 je skupina nadaljevala s turnejo po Severni Ameriki in Evropi. Za mesto Birmingham je bil posnet video, ki je za podlago uporabil skladbo "Mr. Blue Sky" in je bil predvajan na zaključni ceremoniji Iger Commonwealtha 2018, ob predstavitvi Iger Commonwealtha 2022, ki bodo potekale v Birminghamu.
22. oktobra 2018 je Lynne oznanil, da bo skupina med junijem in avgustom 2019 na Severnoameriški turneji.
1. novembra 2019 je skupina izdala 14. studijski album, From Out of Nowhere.

## Zapuščina, slog in vplivi
Glasbeni slog skupine je opisan kot progresivni pop, simfonični rock, art rock,
progresivni rock in simfonični pop. ELO so bili pogosto kritizirani kot posnemovalci Beatlesov. Po mnenju glasbenega novinarja Simona Prica so številni glasbeni izvajalci posnemali ELO, od Company Flow do The Pussycat Dolls, skupina pa je vplivala na številne zasedbe, npr. The Flaming Lips in Super Furry Animals. Največ »ELO DNK« po njegovem vsebuje skupina Daft Punk. John Lennon je 28. septembra 1974 na newyorški radijski postaji WNEW-FM dejal, da bi Beatlesi, če bi še vedno obstajali, zveneli tako kot ELO pri skladbi »Showdown«. ELO je označil kot »sinove Beatlesov«.

### Nagrade in priznanja
Novembra 2016 so Jeff Lynne's ELO na podelitvi nagrad Classic Rock Roll of Honour Awards osvojili nagrado za skupino leta. Oktobra 2016 je bila skupina prvič nominirana za sprejem v Hram slavnih rokenrola leta 2017. Za sprejem v Hram so bili od članov ELO izbrani Jeff Lynne, Roy Wood, Bev Bevan in Richard Tandy. 20. decembra 2016 je v javnost prišla vest, da so bili ELO izbrani za sprejem v Hram.

## Člani
Trenutna člana
- Jeff Lynne – solo in spremljevalni vokali, kitare, bas, čelo, klaviature, bobni, tolkala, producent, tekstopisec, skladatelj, aranžer (1970–1986, 2000–2001, 2014–danes)
- Richard Tandy – klaviature, sintetizatorji, bas kitara, kitara, spremljevalni vokali, producent, aranžer (1972–1986, 2000–2001, 2014–2016, 2019–danes)

Trenutni gostujoči glasbeniki (Jeff Lynne's ELO)
- Milton McDonald – solo kitara, spremljevalni vokali (2014–danes)
- Mike Stevens – kitara, spremljevalni vokali (2014–danes)
- Iain Hornal – spremljevalni vokali, kitara (2014–danes)
- Lee Pomeroy – bas kitara (2014–danes)
- Marcus Byrne – klaviature (2014–danes)
- Bernie Smith – klaviature (2014–danes)
- Donavan Hepburn – bobni (2014–danes)
- Melanie Lewis-McDonald – spremljevalni vokali (2014–danes)
- Rosie Langley – violina (2016–danes)
- Amy Langley – čelo (2016–danes)
- Jess Cox – čelo (2016–danes)

Nekdanji člani
- Bev Bevan – bobni, tolkala, vokali (1970–1986)
- Roy Wood – vokali, kitara, bas kitara, čelo, klaviature, bobni, klarinet, fagot, oboa, kljunasta flavta, producent, tekstopisec, skladatelj, aranžer (1970–1972)
- Rick Price – bas kitara (1970)
- Bill Hunt – klaviature, rog, lovski rog (1970–1972)
- Steve Woolam – violina (1970–1971; umrl 1971)
- Andy Craig – čelo (1971–1972)
- Hugh McDowell – čelo (1972, 1973–1979)
- Mike Edwards – čelo (1972–1975; umrl 2010)
- Wilfred Gibson – violina (1972–1973; umrl 2014)
- Mike de Albuquerque – bas kitara, spremljevalni vokali (1972–1974)
- Colin Walker – čelo (1972–1973)
- Mik Kaminski – violina (1973–1979, 1981–1986)
- Kelly Groucutt – bas kitara, vokali (1974–1983; umrl 2009)
- Melvyn Gale – čelo, klavir (1975–1979)
- Louis Clark – dirigent, aranžer, sintetizatorji, klaviature (1974–1986)[nb 2]
- Dave Morgan – sintetizatorji, akustična kitara, spremljevalni vokal (1981–1986)

Nekdanji gostujoči glasbeniki
- Rick Payne – čelo (1971)
- Mike Atkins – čelo (1971)
- Trevor Smith – čelo (1971–1972)
- Martin Smith – bas (1986)
- Peggy Baldwin – čelo (2000–2001)
- Gregg Bissonette – bobni, spremljevalni vokali (2000–2001)
- Matt Bissonette – bas kitara, spremljevalni vokali (2000–2001)
- Marc Mann – kitare, klaviature, spremljevalni vokali (2000–2001, 2014)
- Sarah O'Brien – čelo (2000–2001)
- Rosie Vela – spremljevalni vokali (2000–2001)
- Mick Wilson – tolkala, spremljevalni vokali (2014)
- Chereene Allen – violina (2014)

## Diskografija

### Studijski albumi
- The Electric Light Orchestra (1971)
- ELO 2 (1973)
- On the Third Day (1973)
- Eldorado (1974)
- Face the Music (1975)
- A New World Record (1976)
- Out of the Blue (1977)
- Discovery (1979)
- Time (1981)
- Secret Messages (1983)
- Balance of Power (1986)
- Zoom (2001)
- Alone in the Universe (2015)
- From Out of Nowhere (2019)

### Soundtrack
- Xanadu (1980)

### Albumi v živo
- The Night the Light Went On in Long Beach (1974)
- Live at Wembley '78 (1998)
- Live at Winterland '76 (1998)
- The BBC Sessions (1999)
- Live at the BBC (1999)
- Electric Light Orchestra Live (2013)

### Kompilacijski albumi
- Showdown (1974)
- Olé ELO (1976)
- The Light Shines On (1977)
- Three Light Years (1978)
- The Light Shines On Vol 2 (1979)
- ELO's Greatest Hits (1979)
- A Box of Their Best (1980)
- Four Light Years (1980)
- Afterglow (1990)
- ELO's Greatest Hits Vol. 2 (1992)
- The Very Best of the Electric Light Orchestra (1994)
- Strange Magic: The Best of Electric Light Orchestra (1995)
- Light Years, The Very Best of Electric Light Orchestra (1997)
- Definitive Collection (1999)
- Flashback (2000)
- The Ultimate Collection (2001)
- The Essential Electric Light Orchestra (2003)
- All Over the World: The Very Best of Electric Light Orchestra (2005)
- Ticket to the Moon: The Very Best of Electric Light Orchestra Volume 2 (2007)
- Mr. Blue Sky: The Very Best of Electric Light Orchestra (2012)